# Markgrafschaft Pont-à-Mousson
Die Markgrafschaft Pont-à-Mousson bestand – als Besitz der Familie der Herzöge von Bar – innerhalb des Heiligen Römischen Reichs ab dem Jahr 1353 bis in die Zeit hinein, als das Herzogtum Bar und die Markgrafschaft längst mit dem Herzogtum Lothringen verschmolzen waren.

## Geschichte
Zu Beginn des 10. Jahrhunderts gehörte das Gebiet von Pont-à-Mousson den Grafen von Bar. Diese ließen unterhalb des Hügels Mousson an einer der wenigen Furten über die Mosel zwischen Nancy und Metz eine Brücke bauen, neben der sich rasch ein Ort entwickelte, Pont-à-Mousson. Nachdem Graf Heinrich III. von Bar 1301 gezwungen worden war, seine Güter links der Maas dem König von Frankreich zu Lehen aufzugeben, fasste am 13. März 1354 der römisch-deutsche König Karl IV. die beim Reich gebliebenen Gebiete des Grafen von Bar zur Markgrafschaft Pont-à-Mousson zusammen und erhob damit Robert I. von Bar als Herrn der Stadt Pont-à-Mousson zum Reichsfürsten.
Diese Standeserhöhung brachte ein Problem mit sich: Robert wurde nun in den Dokumenten marquis de Pont-à-Mousson et comte de Bar geführt – eine Situation, die dem Adel des Landes unlogisch erschien, da das Barrois wesentlich größer als die Markgrafschaft war. Um diese Anomalie aufzuheben, nahmen die Grafen von Bar noch im selben Jahr den Titel Herzog von Bar an.
1430 wurde das Herzogtum Bar mit dem Herzogtum Lothringen vereinigt. 1634 wurde das Herzogtum Bar von Frankreich besetzt und 1659 Lehen Frankreichs. Im Jahre 1735 musste der damalige Herzog von Lothringen, Kaiser Franz III., zugunsten des gestürzten polnischen Königs Stanislaus I. Leszczyński auf Lothringen und damit u. a. auch auf Pont-à-Mousson verzichten, andernfalls wäre ihm von Frankreich die Hochzeit mit der Habsburgerin Maria Theresia verweigert worden. Mit dem Tod Leszczyńskis 1766 fiel Pont-à-Mousson, wie das gesamte Herzogtum Lothringen, auch formell an Frankreich.
Die Grafen und Herzöge von Bar gaben die Markgrafschaft als Apanage verschiedenen Angehörigen ihres Hauses, was auch von den Erben des Herzogtums Bar aus dem Jüngeren Haus Anjou und dem Haus Lothringen beibehalten wurde, die dabei aber eher den Erbherzog bevorzugten.

## Liste der Markgrafen von Pont-à-Mousson
- 1354–1399: Robert I. (* 1344; † 1411), 1354 Herzog von Bar;
- 1399–1415: Eduard III. (* 1377; † 1415), dessen Sohn, 1411 Herzog von Bar;
- 1415–1430: Ludwig († 1431), dessen Bruder, Bischof von Langres, Bischof von Chalon-sur-Marne, Bischof von Verdun, Kardinal, 1415–1419 Herzog von Bar;
- 1430–1438: René I. (* 1409; † 1480), dessen Großneffe, Herzog von Lothringen, 1419 Herzog von Bar;
- 1438–1444: Ludwig (1427–1445), dessen zweiter Sohn, Herr von Commercy-Château-Bas;
- 1444–1470: Johann II. († 1508), dessen älterer Bruder, 1435 Herzog von Kalabrien, 1453 Herzog von Lothringen und Bar, 1466 Herzog von Girona;
- 1470–1473: Nikolaus I. (* 1448; † 1473), dessen Sohn, 1470 Herzog von Lothringen, Bar und Kalabrien;
- 1473–1485: Johann († 1536), unehelicher Sohn Renés I.;
- 1473–1485: René II. (* 1451; † 1508), Sohn der Jolande, Tochter Renés I., 1473 Herzog von Lothringen und Bar;
- 1508–1544: Anton II. (* 1489; † 1544), dessen Sohn, Herzog von Lothringen;
- 1544–1545: Franz I. (* 1417; † 1545), dessen Sohn, Herzog von Lothringen und Bar;
- 1545–1608: Karl III., (* 1543; † 1608), dessen Sohn, Herzog von Lothringen und Bar;
- 1608–1624: Heinrich II. (* 1563; † 1624), dessen Sohn, Herzog von Lothringen.